# (33696) Crouchley
1999 KM8 (asteroide 33696) é um asteroide da cintura principal. Possui uma excentricidade de 0.15986680 e uma inclinação de 1.17883º.
Este asteroide foi descoberto no dia 18 de maio de 1999 por LINEAR em Socorro.